# Gobemouche ferrugineux
Muscicapa ferruginea
Espèce
Synonymes
- Hemichelidon ferruginea Hodgson, 1845

Statut de conservation UICN

 LC  : Préoccupation mineure
Le Gobemouche ferrugineux (Muscicapa ferruginea) est une espèce d'oiseaux de la famille des Muscicapidae.

## Taxinomie
L'espèce Muscicapa ferruginea a été décrite par l'ethnologue et naturaliste britannique Brian Houghton Hodgson en 1845, sous le nom initial de Hemichelidon ferruginea.

## Répartition et habitat

### Répartition
Son aire s'étend à travers l'est de l'Himalaya et le centre/sud de la Chine ; il hiverne à Haïnan et en Asie du Sud-Est.

### Habitat
Son habitat naturel est les forêts humides subtropicales ou tropicales humides de montagne.

## Galerie

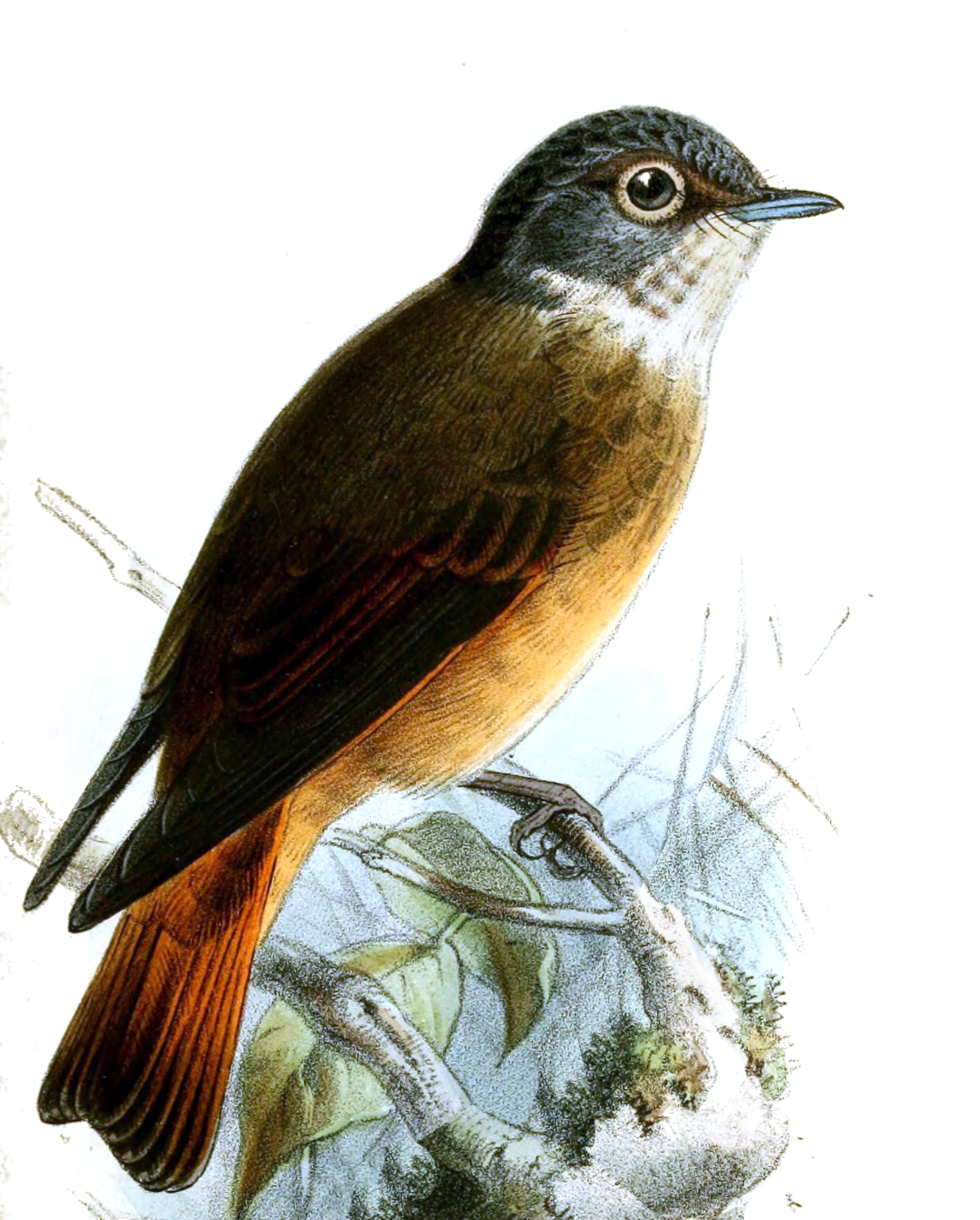
Dessin d'un individu par Keulemans
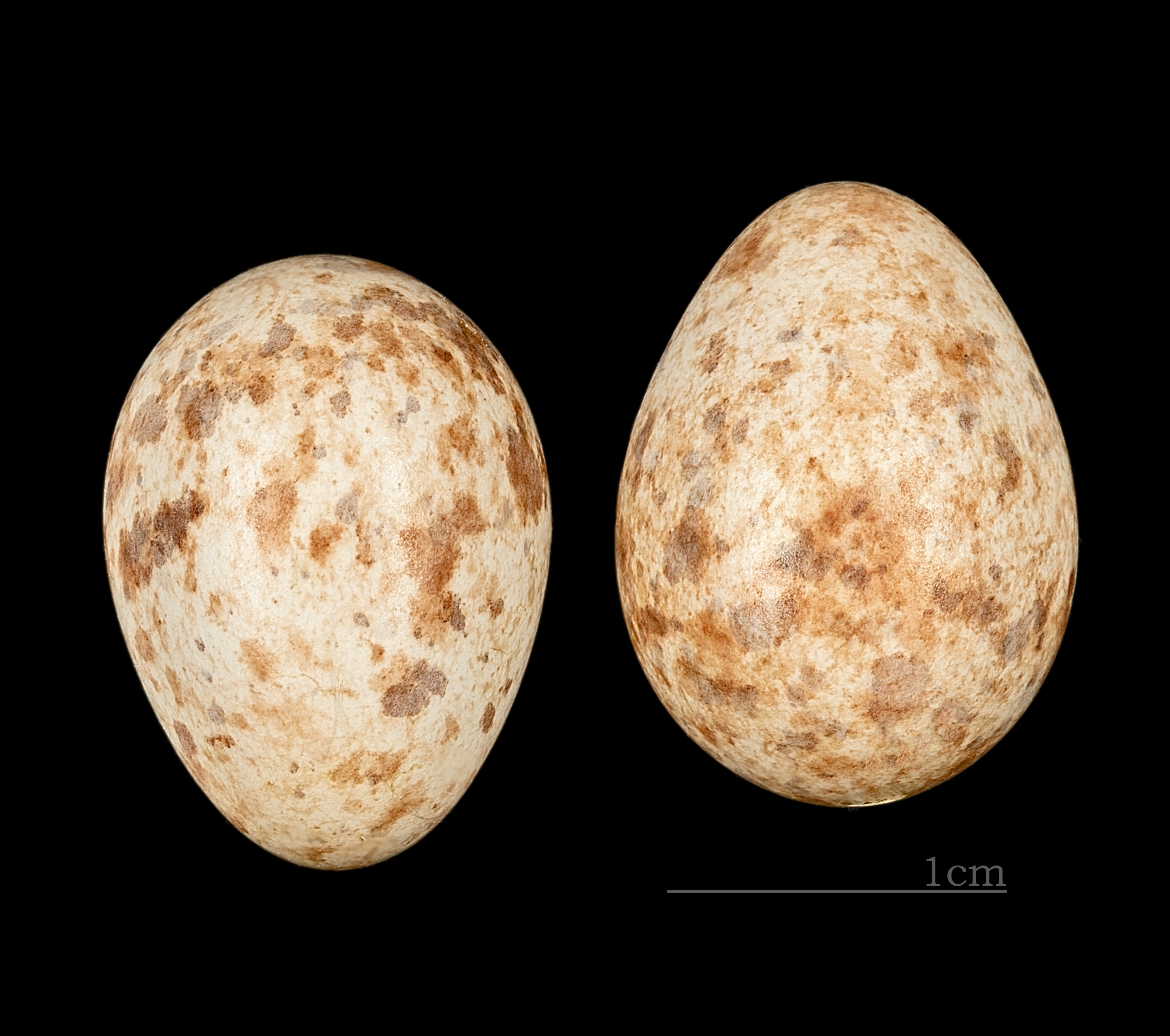
Œufs de Muscicapa ferruginea Muséum de Toulouse